# Леслі Берр Говард
Леслі Берр Говард (англ. Leslie Burr Howard, 1 жовтня 1956) — американська вершниця.
Олімпійська чемпіонка 1984 року в командному конкурі, срібна призерка 1996 року в командному конкурі.
Срібна призерка Панамериканських ігор 1983 (командний конкур), 1999 (командний конкур) років.